# 堀越信司
堀越信司（日语：／ Horikoshi Tadashi，1988年7月19日—），日本男子田径运动员。他曾代表日本参加2008年、2012年、2016年和2020年夏季残疾人奥林匹克运动会田径比赛，其中2020年夏季残奥会获得一枚铜牌。